# شبكة المنطقة المحدودة
شبكة المنطقة المحدودة أو الشبكة الداخلية المحدودة أو "corporate area network "CAN أو campus network أو campus area network هي شبكة كمبيوتر تقوم بربط الشبكات المحلية LAN في حدود منطقة جغرافية محدودة مثل أن نصل مبنيان مع بعضهم البعض أو أن نصل عدة جامعات موجودة في حرم جامعي واحد ويستخدم نفس التقنيات المستخدمة في الـ Lan. ومن حيث المدى يُعتبر هذا النوع هو الوسط بين شبكات Lan و Man فهو أقصر من Man وأطول من Lan.

## مدى الإتصال
يمكن أن يتم توصيل شبكة المنطقة المحدودة CAN بكيابل شبكة طولها يتراوح ما بين 1 كيلو متر حتى 5 كيلو متر. وإذا زاد طول الكيابل عن هذا الحد قد يتسبب في ضعف الإشارة أو فقدها.